# Hans I. Gedin
Hans I. Gedin, folkbokförd Hans Manne Gedin, ursprungligen Hans Manne Israel, född 3 maj 1927 i Berlin i Tyskland, död 25 maj 1976 i Härnösands församling i Västernorrlands län, var en svensk lärare och kemist.
Hans I Gedin hade ursprungligen efternamnet Israel och var son till disponenten Georg Israel och litterära agenten Lena Gedin samt äldre bror till Per I. Gedin och farbror till Marika Gedin, Andreas Gedin och David Gedin. Han flydde med familjen från Tyskland till Sverige våren 1938 och tog studenten 1946, blev filosofie magister vid Uppsala universitet 1953 och filosofie licentiat där 1959.
Gedin var amanuens vid biokemiska institutionen vid Uppsala universitet 1956–1959. Han hade en forskartjänst (postdoct fellow) vid New York State Department of Health, Albany, New York, 1961. Därefter var han lärare vid Tekniska gymnasiet i Uppsala 1962–1965 och lektor vid tekniska gymnasiet (Ångströmskolan) i Härnösand från 1965. Han var medlem av American Association for the Advancement of Science, Svenska kemistsamfundet och Juvenalorden. Gedin var också recensent i Stockholms-Tidningen. 
Han gifte sig 1949 med Sara-Birgitta Norén (1926–2013), syster till Börje Norén samt dotter till socialvårdschef Axel Norén och Sara Eklund. De fick dottern Helene 1949. Andra gången var han gift från 1956 till sin död med översättaren Lena Fries-Gedin (född 1931), dotter till läromedelsförfattaren Stellan Fries och Anne-Marie Ingeström. De fick barnen Annika 1957, Staffan 1959, Eva 1963 och Jessika Gedin 1970.